# Abadía de Nuestra Señora de Clairefontaine

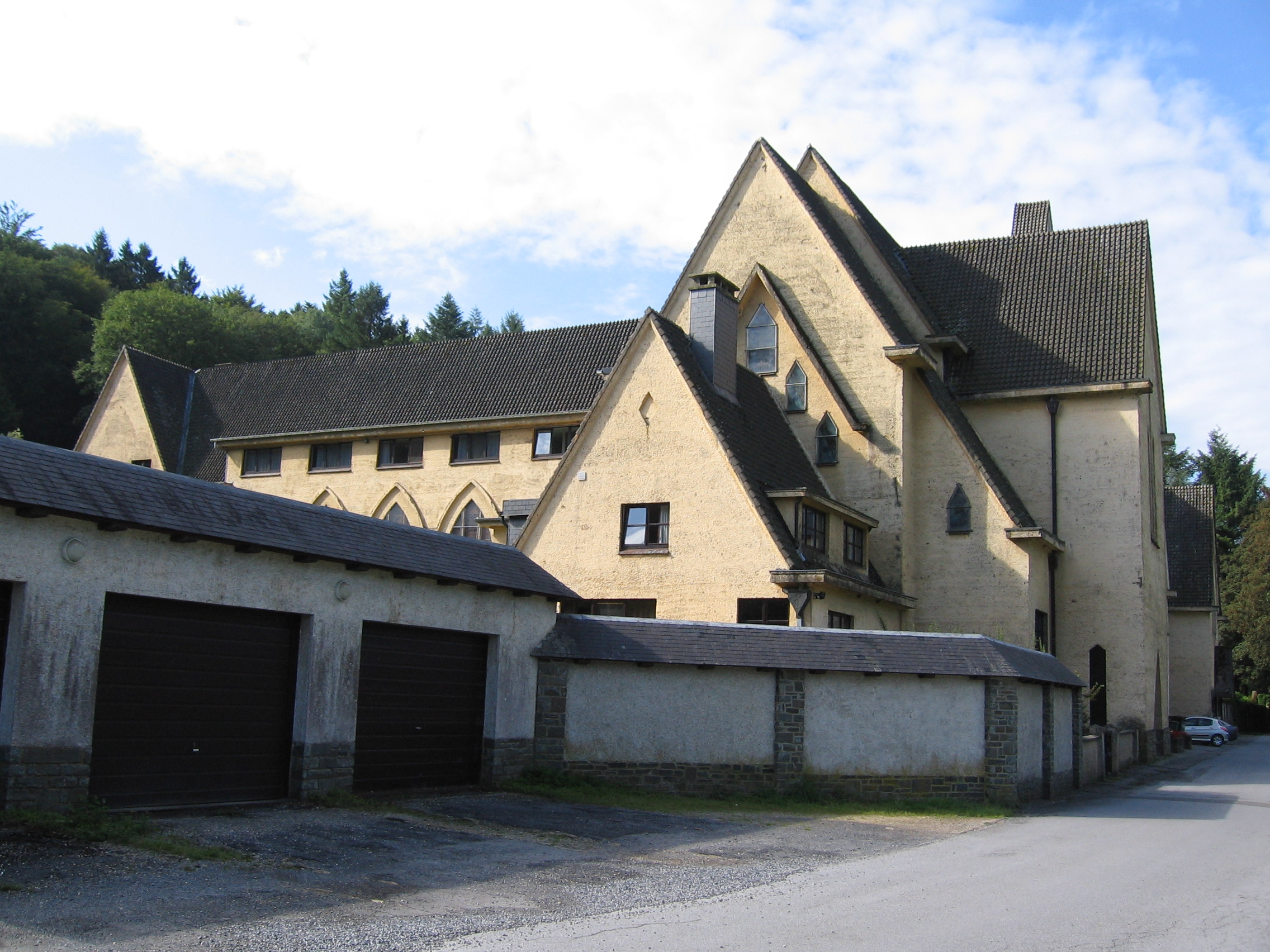
Vista de la abadía de Clairefontaine.

La abadía de Nuestra Señora de Clairefontaine, también conocida comúnmente como la abadía de Cordemois, situada en la frontera de la Semois, Cordemois, cerca de la ciudad de Bouillon, en la provincia de Luxemburgo (Bélgica), es una abadía de monjas cistercienses. Retoma, en 1933, la tradición de la vida monástica de la abadía de Clairefontaine, cerca de Arlon, que fue destruida por las tropas francesas revolucionarias.

## La construcción de la abadía
El monasterio fue fundado en 1845 en La Cour Pétral, en la diócesis de Chartres, y sus hermanas asumieron el título de la abadía de Clairefontaine, que fue fundada cerca de Arlon, en el siglo XIII y destruido durante la Revolución francesa, igual que la abadía de Orval. Tras la resurrección de Orval (1926-1935), los responsables de este excelente trabajo también revivieron Clairefontaine en un nuevo escenario: el valle del río Semois, a 3 km de Bouillon.
Los modernos edificios de la abadía son una pieza ejemplar del arquitecto de Orval, Henri Vaes. Estos edificios se enmarcan en un sitio rodeado de naturaleza. Henri Vaes elaboró los planes en 1935, combinando armoniosamente el gótico y el moderno.

## Patrimonio cultural
Se pueden ver los frescos en el claustro exterior que conduce a la iglesia de la abadía, y las vidrieras de Yoors y de Colpaert en la iglesia.

## Las actividades de las monjas
Las monjas del convento son monjas de la Orden del Císter. Los productos elaborados en la abadía (pan, galletas y otros) llevan el sello de la Asociación Internacional Trapense. Los principios de la comunidad son la humildad, la verdad, la sencillez.